# Маціон Костянтин Олегович
Костянтин Олегович Маціон (нар. 9 лютого 1982, Донецьк, УРСР) — український футболіст, виступав на позиції захисника та півзахисника.

## Життєпис
Вихованець донецького «Металурга», в якому займався з 13-річного віку, перший тренер — Олександр Едуардович Юпін. Потім перебрався в молодіжну академію донецького «Шахтаря». Дорослу футбольну кар'єру розпочав в американському клубі «Боулінг-Грін Фелконс», за який в 9-ти матчах відзначився 11-ма голами. Потім повернувся до табору гірників, але виступав лише за другу та третю команду донецького клубу. Влітку 2001 року відправився в оренду (з правом викупу) в «Зорю» (Луганськ), проте вже незабаром «мужики» викупили контракт талановитого футболіста. Побував на перегляді в київському «Арсеналі», на керівництво «канонірів» справив хороше враження, але клуби не змогли домовитися про суму відступних. Після цього вступив конфлікт з керівництвом луганського клубу. У 2003 році за рекомендацією Вадима Добіжі виїхав до Латвії, де пройшов перегляд у «Ризі», за результатами якого підписав 2-річний контракт. Взимку 2005 року побував на перегляді в харківському «Металісті», але перехід не відбувся, тому Костянтин повернувся в «Ригу». Пройшов передсезонну підготовку з клубом, але після зміни тренерського штабу на Маціона перестали розраховувати. У 2007 році зробив паузу в латвійському етапі кар'єри та переїхав до Узбекистану. Зіграв 6 матчів у складі представника місцевої Суперліги «Кизилкум», встиг отримати узбецьке громадянство. Проте заграти в Узбекистані завадили травми та хвороби. Після цього поїхав на перегляд до одного з представників Першої ліги Росії, але в першому ж товариському матчі отримав надрив зв'язок гомілкостопа, через що повернувся на лікування в Ригу. «Ауда» (Рига), «Юрмала-VV» та «Даугава». Потім повернувся до Латвії, де також виступав за столичні футзальні клуби «Кіммел» та «Нікарс». Влітку 2011 року перейшов до литовського клубу «Круоя», у футболці якого наступного року завершив кар'єру гравця.

## Особисте життя
Дружина латвійка Діана, родина проживає в Ризі. Виховують двох дітей, син — Олексій, донька — Вікторія.

## Досягнення
«Юрмала-VV»
- Кубок Латвії
  -  Фіналіст (1): 2010

- Перша ліга Латвії
  -  Срібний призер (1): 2010

«Даугава»
- Вища ліга Латвії
  -  Бронзовий призер (1): 2011